# Lengkong (Balen)
Lengkong is een bestuurslaag in het regentschap Bojonegoro van de provincie Oost-Java, Indonesië. Lengkong telt 2133 inwoners (volkstelling 2010).